# Acanthodasys paurocactus
Acanthodasys paurocactus is een buikharige uit de familie van de Thaumastodermatidae. De wetenschappelijke naam van de soort werd voor het eerst geldig gepubliceerd in 2012 door  Atherton en Hochberg.